# Mozambik az 1996. évi nyári olimpiai játékokon
Mozambik az egyesült államokbeli Atlantában megrendezett 1996. évi nyári olimpiai játékok egyik részt vevő nemzete volt. Az országot az olimpián 3 sportágban 3 sportoló képviselte, akik összesen 1 érmet szereztek. Mozambik első érmét szerezte az olimpiai játékok történetében.

## Érmesek
| Érem  | Versenyző    | Sportág  | Versenyszám |
| ----- | ------------ | -------- | ----------- |
| Bronz | Maria Mutola | Atlétika | Női 800 m   |

## Atlétika
Női
| Versenyző    | Versenyszám | Előfutam | Előfutam | Előfutam | Elődöntő | Elődöntő | Elődöntő | Döntő   | Döntő    |
| Versenyző    | Versenyszám | Idő      | Hely.    | Össz.    | Idő      | Hely.    | Össz.    | Idő     | Helyezés |
| ------------ | ----------- | -------- | -------- | -------- | -------- | -------- | -------- | ------- | -------- |
| Maria Mutola | 800 m       | 1:58,98  | 1.       | 2.*      | 1:57,62  | 1.       | 1.       | 1:58,71 |          |

## Ökölvívás
| Versenyző    | Versenyszám | Selejtező                  | Nyolcaddöntő      | Negyeddöntő       | Elődöntő          | Döntő             | Helyezés |
| Versenyző    | Versenyszám | Ellenfél Eredmény          | Ellenfél Eredmény | Ellenfél Eredmény | Ellenfél Eredmény | Ellenfél Eredmény | Helyezés |
| ------------ | ----------- | -------------------------- | ----------------- | ----------------- | ----------------- | ----------------- | -------- |
| Lucas Sinoia | Váltósúly   | Vadzim Mjazha (BLR) · 6–11 | kiesett           | kiesett           | kiesett           | kiesett           | 17.      |

## Úszás
Férfi
| Versenyző     | Versenyszám | Előfutam | Előfutam | Előfutam | Döntő   | Döntő   | Döntő   | Helyezés |
| Versenyző     | Versenyszám | Idő      | Hely.    | Össz.    | Típus   | Idő     | Hely.   | Helyezés |
| ------------- | ----------- | -------- | -------- | -------- | ------- | ------- | ------- | -------- |
| Leandro Jorge | 100 m hát   | 1:03,86  | 3.       | 48.      | kiesett | kiesett | kiesett | kiesett  |